# Acadèmia Letona de Música Jāzeps Vītols
L'Acadèmia Letona de Música Jāzeps Vītols(en letó: Jāzepa Vītola Latvijas Mūzikas akadēmija) és un centre d'ensenyament superior de música a la ciutat de Riga, la capital del país europeu de Letònia.
El conservatori de Música de Letònia va ser fundat el 1919. Hi havia cursos júnior i sènior que cobrien al voltant de 9 a 10 anys acadèmics. A partir de 1940, l'estructura del conservatori va canviar: els cursos inferiors subalterns van ser transferits al sistema d'educació secundària i més tard es va convertir en una base per a les escoles secundàries musicals de Jāzeps Medins i d'Emīls Darzins. Durant la república, el Conservatori Estatal només va tenir un professor de música jueu, Adolf Metz, cap de departament de violins. Molts jueus va emigrar a Lituània.
Al maig de 1958 va ser tornat a anomenar com el conservatori letó Jāzeps Vītols. El gener de 1964 el conservatori havia estat tornat a anomenar Institut d'Art de Letònia J.Vītols, però el juliol de 1964 l'institut va ser rebatejat novament a Acadèmia Letona de Música Jāzeps Vītols (en letó: Jāzepa Vītola Latvijas Mūzikas akadēmija).

## Facultats
L'Acadèmia superior està composta per tres facultats:
- Composición y teoría de la música
- Actuaciones musicales
- Teatre

## Rectorat
- Alfrēds Kalniņš (1944–1948)
- Jēkabs Mediņš (1948–1950)
- Jānis Ozoliņš (1951–1977)
- Imants Kokars (1977–1990)
- Juris Karlsons (1990–2007)
- Artis Sīmanis (2007-actualitat)

## Alumnat destacat
| - Misha Alexandrovich, tenor i hazàn - Iveta Apkalna, pianista i organista - Volfgangs Darzins - Sarah Feigin - Elīna Garanča, mezzosoprano - Inessa Galante, soprano - Jānis Ivanovs, compositor | - Arvīds Jansons - Oleg Kagan, violinista - Aivars Kalējs, organista i compositor - Gidon Kremer, violinista - Kristīne Opolais, soprano - Raimonds Pauls | - Uģis Prauliņš - Uldis Pūcītis, actor - Alfred Strombergs, director d'orquestra, professor i pianista - Aleksandrs Viļumanis, director d'orquestra - Imants Zemzaris |